# Edoardo Bennato
Edoardo Bennato (Nápoles, 23 de julho de 1946) é um cantor e compositor italiano. Cantou em 1990 a música tema da Copa do Mundo da Itália junto com a cantora Gianna Nannini.

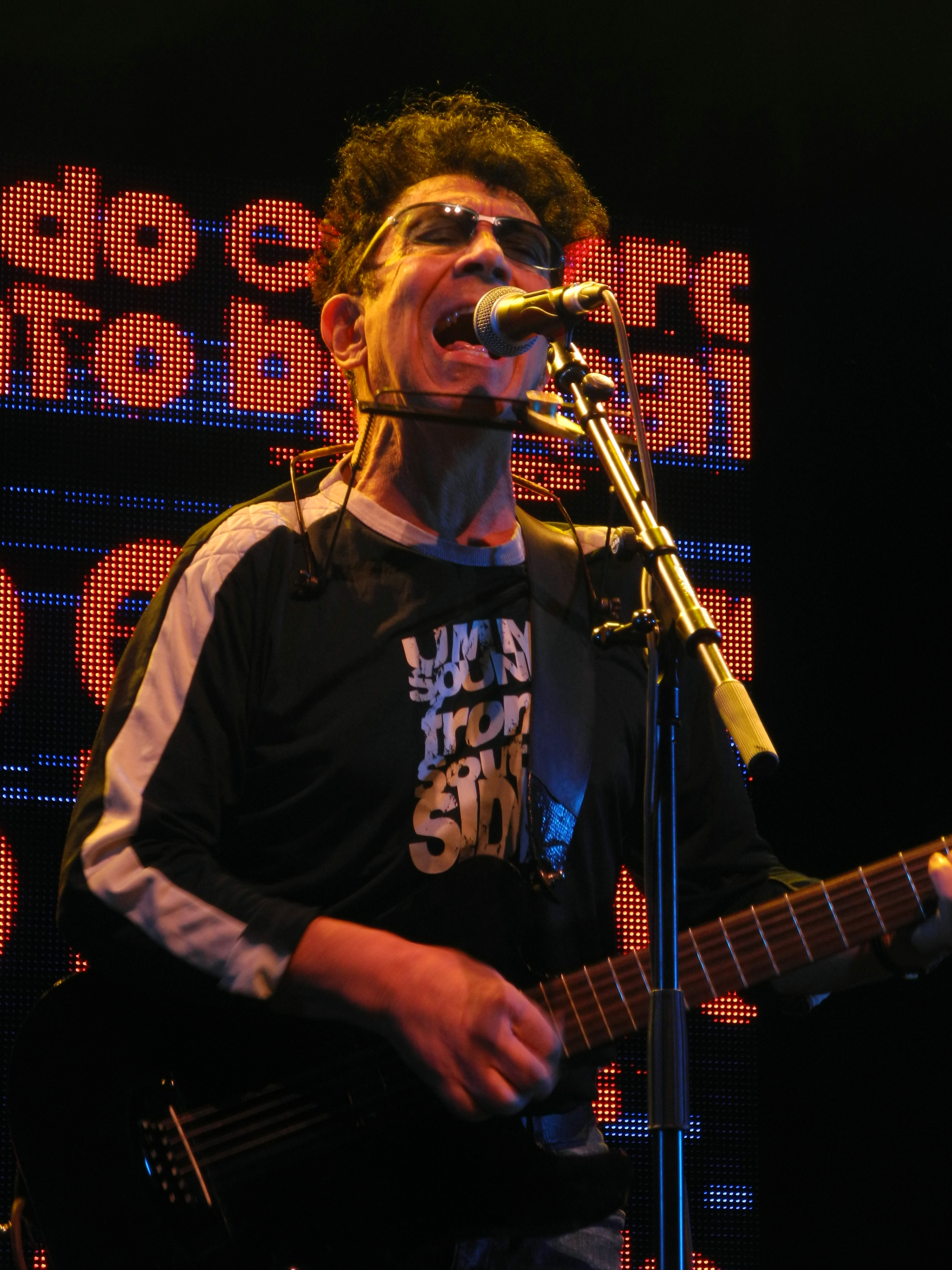
Edoardo Bennato em concerto em 2016.